# 貝根阿弗尼爾足球會
貝根阿弗尼爾足球會（Football Club Avenir Beggen）是一家位於盧森堡首都盧森堡市北部城市貝根的足球會。貝根阿弗尼爾成立於1915年，當時名為貝根達寧（FC Daring Beggen），一年後更名為貝根阿弗尼爾。1940年更名為貝根1915（SV 1915 Beggen）；1944年又改回貝根阿弗尼爾。
貝根阿弗尼爾自1965-66年開始連續參加盧森堡國家足球聯賽，直到2005-06年賽季降級；貝根阿弗尼爾翌季在甲組聯賽取得第二名重返國家聯賽。2008-09年賽季球隊排名第14位再次降級。

## 榮譽
盧森堡國家足球聯賽:
- 冠軍 (6): 1968–69, 1981–82, 1983–84, 1985–86, 1992–93, 1993–94
- 亞軍 (5): 1974–75, 1982–83, 1986–87, 1989–90, 1991–92

盧森堡盃:
- 冠軍 (7): 1982–83, 1983–84, 1986–87, 1991–92, 1992–93, 1993–94, 2001–02
- 亞軍 (4): 1973–74, 1987–88, 1988–89, 1997–98

## 外部鏈接
- 官方網站 （页面存档备份，存于）